# María Elena Foronda
María Elena Foronda Farro (Lima, 4 de enero de 1959) es una socióloga y política peruana. En 2016, fue elegida miembro del Congreso en representación de Áncash. En 2003 fue galardonada con el Premio Medioambiental Goldman.

## Biografía
Hizo sus estudios primarios y secundarios en el Santa Rosa de Lima de Chimbote. Tiene estudios universitarios en la Universidad Inca Garcilaso de la Vega y Universidad Nacional Autónoma de México en Sociología. Además cuenta con un maestría en Gestión Ambiental por la Universidad Privada Antenor Orrego.
En 1994 fue acusada de pertenecer al MRTA y condenada por un tribunal sin rostro a más de 20 años de prisión.[cita requerida] En 1996 salió libre luego de cumplir 13 meses de cárcel gracias a la intervención de organismos peruanos e internacionales.

### Premio Goldman
En 2003 fue galardonada con el Premio Medioambiental Goldman, por sus campañas para mejorar el tratamiento de los residuos procedentes de la industria de harina de pescado del país.

## Vida política
Fue militante del Partido Nacionalista Peruano de 2012 a 2014. Ocupó varios cargo políticos en Tierra y Libertad y el Frente Amplio. En 2016 fue elegida para el Congreso por el término 2016-2021 por la coalición electoral Frente Amplio. Tras la disolución del Congreso decretado por el presidente Martín Vizcarra su cargo congresal llegó a su fin el 30 de septiembre de 2019.